# 南氏
南氏（みなみし）
- 南部氏の一族。
- 高氏の一族。
- 佐竹氏の一族。佐竹南家を参照。
- 華族の男爵家の一つ。南家 (男爵家)を参照。

## 南氏 (南部氏)
南氏（みなみし）は、南部氏の庶家にして家臣。本姓は源氏。家系は清和源氏の一流　河内源氏の傍系　甲斐源氏の流れで、南部氏の一門である三戸南部氏の庶族にあたる。北氏・東氏と並ぶ一族の重鎮。
南遠江守長義（又は信義）を祖とする。『参考諸家系図』によると、長義は三戸南部氏22代惣領南部政康の三男といい、『寛政重修諸家譜』では22代惣領南部安信の三男という。
長義は浅水城主となったが、屋敷が三戸城の南にあったため、南氏と称されるようになった。
屋裏の変では、信義は南部信直を支持し北信愛と共に南部晴政と戦い、南部信直の26代継承に貢献している。
九戸政実の乱では南盛義が戦死した。この盛義に関して『岩手県史』は、盛義室が南部晴政の娘であり、系譜には盛義戦死のみで彼の事績が無く、一方で系図に南部家文書中に活躍が見える南「慶儀」がいないことから、慶義と慶儀は同一人物で、九戸合戦にて南部家側だった南一族に対し、慶義は九戸氏側に属して戦死した可能性を指摘している。
また、長義の次男・南直勝は、九戸氏側に付いて滅亡した七戸家国の居城・七戸城を主命により領して七戸氏を称し、三男・直政は下田（現：青森県おいらせ町）を領して下田氏を称した。
盛義の跡は弟・南直義が継ぎ3000石を知行したが、長男・南晴政は直義死去時に幼少だったため藩主南部利直の子・利康が養子に入った。利康は加増され5000石となったが、寛永8年（1631年）嗣子なく死去して南氏は一旦断絶した。
寛永10年（1633年）、直義の実子・晴政が300石で取り立てられ、南氏は再興された。文政元年（1818年）、南晴陽は八戸氏・東氏・北氏・中野氏とともに主命によって南部姓に復姓している。

### 系譜
```
 　　　
南長義
1

　　　 （信義）
　 　　　┣━━━━━━┳━━━━┳━━━━┓
　　　　南康義
2
 　　　
直勝
　　　直政　　　長勝
　 　　　┃　　　　　　┃　　　　┃　　　　┃
　 　　　┃　　　　　七戸直時　下田直勝　下田直義
　 　　　┣━━━┓
　　　　
盛義
3
　 
直義
4
 
　 　　　　　　　┣━━┳━━┓　
　　　　　　　　 
利康
5
 
晴政
6
 直慶
7
 
　 　　　　　　　　　　　　　┃
　　　　　　　　　　　　　　 政武
8
 
　 　　　　　　　　　　　　　┃
　　　　　　　　　　　　　　 政勝
9
 
　　　　　　　　 　　　　　　┃
　　　　　　（
六戸政辰
の子） 晴武
10
 
　　　　　　　　 　　　　　　┣━━━┳━━━┓
　　　　　　（
下田政寛
の子） 晴昌
11
 晴屋
12
 　政誠
　 　　　　　　　　　　　　　　　　　┃　（野沢家養子）
　　　　　　　　　　　　　　　　　　晴豊
13

　 　　　　　　　　　　　　　　　　　┃
　　　　　　　　　　　　　　　　　　政誠
14
（野沢氏を出て実家を継ぐ）
　 　　　　　　　　　　　　　　　　　┃
　　　　　　　　　　　　　　　　　　多門
15

　　　　　　　　　　 　　　　　　　　┣━━━┓
　　　　　（中屋敷三戸氏初代　　 
南部晴陽
16
　与惣太
17

　　　　　　　・
南部信周
の子）　　　　　　　 ┃
　　　　　　　　　　 　　　　　　　　　　　　晴旭
18

　　　　　　　　　　 　　　　　　　　　　　　┃
　　　　　　　　　　 　　　　　　　　　　　　晴景
19
```

## 南氏 (高氏)
南氏は、高氏の庶家の一つ。本姓は高階氏。
鎌倉時代に高重氏の子が分家して派生した一族の一つ。南北朝時代に活躍した南重長、南宗継などが知られる。